# Estación Padre Hurtado
Padre Hurtado es una estación ferroviaria ubicada en la comuna homónima de Chile, en la región Metropolitana. Esta estación fue construida con el ramal Santiago-Cartagena en 1891 con el nombre de Santa Cruz, el cual posteriormente pasó a llamarse Marruecos, hasta obtener el nombre que tiene actualmente. Quedó en desuso en 1987 luego de que se suprimieran los servicios en el ramal.
Desde 2021 se viene trabajando en un proyecto de tren suburbano, transformando a la estación en la séptima del futuro tren de cercanías Tren Melipilla-Estación Central, que conectará la ciudad de Santiago con Melipilla en la Región Metropolitana de Santiago, Chile. La estación está proyectada para que inicie sus operaciones en 2027.

## Historia
El proyecto del ramal Santiago-Cartagena originalmente se extendía desde estación Central hasta estación Melipilla, faenas que iniciaron el 11 de noviembre de 1888. El paradero Santa Cruz (y posterior estación) surge a partir de la presión social local ya que permitiría envigorizar a la economía local; el Ministerio de Obras Públicas acepta la solicitud de construir en terrenos cedidos por los vecinos el 19 de diciembre de 1889, lo que llevó a la creación de esta estación, llamada Santa Cruz. El ferrocarril entre estación Central hasta la estación Talagante comienza su explotación e inicio de operaciones de servicios el 1 de marzo de 1891. El 24 de diciembre de 1903 la estación cambia su nombre a «Marruecos».
Su nombre cambia a «Padre Hurtado» el 27 de agosto de 1954.
En 1987 dejan de circular servicios de pasajeros en el ramal, que incluye servicios en la estación Padre Hurtado. Hacia 2022 el edificio de la estación, construido con ladrillos, se encontraba en pie pero deteriorado.

### Tren Melipilla-Estación Central
Con el anuncio del Tren Melipilla-Estación Central, la estación Padre Hurtado será reactivada como parada de servicios de pasajeros. La infraestructura de la nueva estación estará ubicada en la parcela de la antigua estación ferroviaria, con un ancho de terreno ferroviario de aproximadamente 22 metros. La infraestructura se sitúa a un centenar de metros en dirección norponiente de la calle José Luis Caro. En términos de diseño de vía, se opta por mantener la alineación recta de la vía izquierda de pasajeros, desplazando las vías adicionales hacia la derecha para acomodar el andén.
El entorno circundante al norte de la estación incluye instalaciones comunales críticas como un colegio y una casa espiritual. A esto se suma el plan regulador municipal que prevé la futura construcción de la Avenida del Ferrocarril. Se planifica un acceso norte rectangular adaptado para estos desarrollos futuros. Por otra parte, el acceso sur tendrá una arquitectura en su ingreso de estilo semicircular, la que estará conectada a las calles José Luis Caro y Juan de Covarrubias.

## Infraestructura

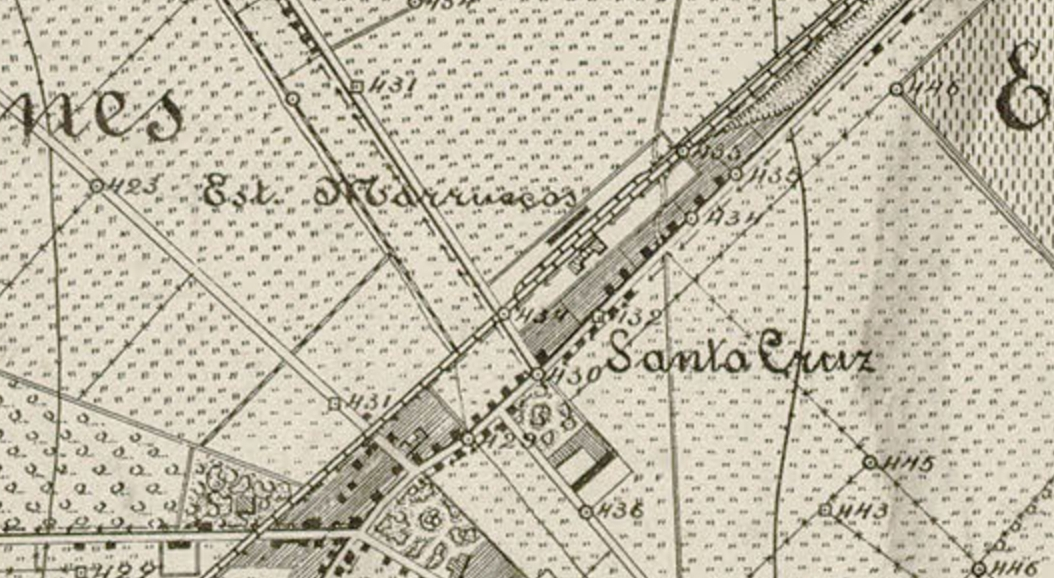
Plano de la estación Marruecos, 1910.

La estación cuenta con un edificio principal aun en pie, y los cimientos de su bodega. Contó con un enclavamiento, el cual ya no existe. Cerca de la estación también existen los restos de Ex Carbonera de Padre Hurtado, que se remonta a la mitad del siglo XX, y tenía como función proveer a Ferrocarriles del Estado con carbón, cuya materia prima se obtenía del yacimiento de Lota.

## Servicios
Está en proceso de construcción el servicio de pasajeros Tren Melipilla-Estación Central, El tramo Lo errázuriz Talagante estará operativo en 2027, mientras que el tramo Talagante-Melipilla lo estará en 2029.

## Origen etimológico
Adquiere su nombre por emplazarse en la comuna homónima de la ciudad de Santiago en la Región Metropolitana, siendo la primera estación que ingresa al territorio del Gran Santiago desde Melipilla.

## En la cultura popular
- La estación es utilizada como set para la teleserie A la sombra del ángel de 1989.[12]

## Conexión con Red Metropolitana de Movilidad
La estación posee 2 paraderos de la Red Metropolitana de Movilidad en sus alrededores, los cuales corresponden a:
| Paradero / Código                                           | Recorridos          |
| ----------------------------------------------------------- | ------------------- |
| Cam. Sn. Alberto Hurtado / Esq. Av. José Luis Caro (PI1933) | I35 (Padre Hurtado) |
| Cam. Sn. Alberto Hurtado / Esq. Avenida Los Silos (PI1934)  | I35 (Metro Del Sol) |